# 小田飛鳥
小田 飛鳥（おだ あすか、1990年3月20日 - ）は、日本の女優、グラビアアイドル、タレント。本名は未公表。GOLD STAR所属。

## 人物・来歴
東京都生まれ、千葉県育ち。日本大学法学部卒業。
女優を志し、大学に通いながら演技の学校で演技を学び始める。その後、劇団に入り、演技に打ち込む。2011年、テレビ東京「極嬢ヂカラ」に出演したことから芸能事務所にスカウトされ所属。以後グラビアアイドルとしてDVDのリリースや撮影会、バラエティ番組などで活動している。DVDをリリースすると大手通販サイトで1位をとるなど、セクシータレントとして注目されている。イメージDVDについては2021年6月から15か月連続でリリースが続いている。
染色してないロングヘアに薄めの化粧であまり飾らず、清楚系かつ癒し系の雰囲気を持ちながらIカップの爆乳を武器に大胆な水着や下着を着用した過激なセクシーイメージビデオを多数リリースしたり、サバサバしたセクシーキャラというギャップが特徴で「セクシー番長」（略して番長）とも呼ばれる。
酒が好きでファンと飲む会も頻繁に行っている。
2020年12月22日発売の『週刊SPA!』（2020年12/29・1/5合併号、扶桑社）の「グラビアン魂アワード2020」にて、みうらじゅん個別賞「ゴージャスボディは極楽で賞」とリリー・フランキー個別賞「エロさに人柄にじみ出てるで賞」をW受賞した。
茶道・和服の着付け・華道などを嗜んでおり、その腕前を番組内で披露する事もしばしばある。料理が得意で、特に大量に作る事が好き。「ローター好き」など自慰行為を趣味とすることも明かしている。
2021年までは現役グラビアアイドルが働くラウンジ「LA DOLCE」の看板ママを勤めていた。現在は、東京都23区の5LDKの一戸建に単身居住している。

### プロレス
ミステル・カカオの主催するルチャリブレ・ワークショップに通い、2017年9月17日、覆面MANIAにおいてエキシビジョンデビューすることが発表された。

## 出演

### テレビ
- 極嬢ヂカラ（2011年、TX）
- 10人笑えばストライク! 新春! 東西対抗ボケボウル（2013年、KTV）
- 私生活むきだしバラエティ「キリウリ$アイドル」（2014年、TOKYO MX）
- 真夜中のおバカ騒ぎ!（2015年 - 、東京メトロポリタンテレビジョン|TOKYO MX）
- 東京オーディション（仮）（2015年 - 、TOKYO MX）
- アイドル ぷるるん！トラベラー（2016年 - 、サンテレビ） - MC
- KAYOキズナトレンディー（2017年、チバテレビ）
- あなたと温泉に行ったら…

### テレビドラマ
- となりのチカラ 第8話（2022年3月24日、テレビ朝日）- グラビアアイドル 役

### ラジオ
- 小田飛鳥とキングダム → 小田飛鳥 ですよ。（2018年4月6日 - 2022年1月28日、ラジオ日本　2019年1月4日リニューアル）
- ステラ☆HAPPY tune! ～小田飛鳥の「セクシー番長について来ぉ〜い！～（2021年6月 - 、市川うららFM）

### 映画
- 制覇3（2015年、オールイン エンタテインメント） - 伊藤美姫 役
- 契約結婚[14]（2017年8月27日、レジェンド・ピクチャーズ、いまおかしんじ監督） - 亜希 役
- 劇場版ガールズ戦士フニーターズ（2017年、渡邊豊監督）- ビショップ第一公爵 役
- 焦燥（2019年4月6日、レジェンド・ピクチャーズ、高原秀和監督） - 紗弓 役[15]
- 人妻一番!二人きりトゥナイト（2021年3月12日、オーピー映画） - 新山ユカ 役[16]

### オリジナルビデオ
- 白衣の戦士アルティメットエンジェル（2016年、ZENピクチャーズ） - 天道舞/アルティメットエンジェル 役
- 新・ヒロイン危機一髪!!11 紅の女神ワンダーフレイヤ（2017年8月、ZENピクチャーズ） - 美神マヤ/紅の女神ワンダーフレイヤ 役
- ガールズ戦士フニーターズ〜必要最低限のご奉仕〜第一章（2017年9月、オルスタックソフト販売）[17] - ビショップ第一公爵 役
- ガールズ戦士フニーターズ〜必要最低限のご奉仕〜第二章（2017年12月、オルスタックソフト販売） - ビショップ第一公爵 役
- 妖艶な女幹部ジオーナ（2018年3月23日、ZENピクチャーズ） - 城麗子/女幹部ジオーナ 役[18]
- 巨大ヒロイン（R） フレアレディ 破壊されたフレアタイマー（2021年5月14日、ZENピクチャーズ） - まどか/フレアレディ 役
- 非変身ヒロイン 武捜戦隊サイレンジャー イエロー&ピンク編（2021年12月24日、ZENピクチャーズ） - 鳳梨由香 役

### 雑誌
- FLASH
- FRIDAY
- 週刊大衆
- 週刊プレイボーイ
- 週刊アサヒ芸能
- 週刊ポスト
- Yha!HIP!&LIP
- フォトテクニックデジタル
- 週刊実話
- EX MAX！Special

### 舞台
- 大和企画「シーズン～巡り合い～」（2011年8月）
- 演劇制作体 V-NET「日向ぼっこ」（2011年11月） - 鈴木美穂 役（主演）
- 演劇制作体 V-NET「stay change stay challenge」（2012年6月） - 美加 役（ヒロイン）
- エアースタジオプロデュース「Juliet」（2012年9月～10月） - 芹沢彩 役（主演）、村井恵 役
- ラバーガールソロライブ「GIRL+」（2015年） - ゲスト出演
- ムラコシアター「5218 Give me chocolate」（2015年） - 怪獣 役、妻 役

### ウェブテレビ
- 土曜の夜は尻上がり!「ピーチゃんねる」（2016年 - 2018年7月1日、AbemaTV）[19] - レギュラー
- ゴッドタン（2017年、dTV）
- 真夏の濡れ濡れビンカン学校（2017年7月22日、24日、AbemaTV） - シリタガール
- お願い！ランキング（AbemaTV）
- 邪道だらけの夜の大運動会2018（2018年4月30日 - 5月1日、AbemaTV）
- 全日本○○グラドルコンテスト-アビリティ-（2018年11月24日、AbemaTV）
- むっつり春日（2019年3月8日 - 3月29日、フジテレビオンデマンド）
- かみひとえ（2019年7月22日、AbemaTV）

### ラウンドガール
- KNOCK OUT vol.1（2017年2月12日）
- KNOCK OUT vol.2（2017年4月1日）
- プロフェッショナル修斗公式戦

### イベント
- REINA女子プロレス（6月18日、王子ベースメントモンスター）[20]

## 作品

### DVD
- Hな誘惑（2013年8月30日、グラッソ）
- OVER FLOW（2013年11月29日、エスデジタル）
- H×holic（2014年2月28日、グラッソ）
- 背徳恋愛（2014年6月27日、グラッソ）
- 妄想中毒（2014年10月31日、グラッソ）
- 小田飛鳥A＋（2014年11月21日、Aircontrol）
- GLAMOROUS〜グラマラス〜（2015年3月27日、2020年4月24日（Blu-ray版）、キングダム）
- DYNAMITE〜ダイナマイト〜（2015年5月22日、2020年6月19日（Blu-ray版）、キングダム）
- ラ フランス（2015年7月24日、キングダム）
- Ma chérie（2015年9月18日、2020年9月11日（Blu-ray版）、キングダム）
- on the Bed（2015年11月27日、エスデジタル）
- Cobalt Blue（2016年1月8日、キングダム）[21]
- heat!（2016年3月11日、キングダム）
- I love you（2016年5月13日、キングダム）
- Sexy Honey（2016年7月15日、キングダム）
- Emerald（2016年9月16日、キングダム）
- 禁断の楽園（2016年10月14日、キングダム） - 共演：園崎愛海
- fly to you（2016年12月16日、キングダム）
- AMORE（2017年2月17日、キングダム）
- ヴェネツィア（2017年4月21日、キングダム）
- 花鳥風月（2017年6月23日、キングダム）[22]
- Memory of London（2017年8月25日、キングダム）
- Spicy Love（2017年10月27日、キングダム）
- 百合の花咲く（2017年11月24日、キングダム） - 共演：美東澪
- Silent Night（2017年12月29日、キングダム）
- Elegant（2018年2月23日、キングダム）
- オリエンタル美女（2018年4月27日、キングダム）
- 百合の蜜（2018年5月25日、キングダム） - 共演：美東澪
- 艶美（2018年6月29日、キングダム）
- Next Stage（2018年8月24日、キングダム）
- リミックス 〜熱海編～ ～香港編〜 2枚組（2018年10月5日、キングダム） - 共演：美東澪
- HOTTIE（2018年10月19日、キングダム）
- Romantic Cruise（2018年12月21日、キングダム）
- 揺れるキモチ…（2019年2月28日、キングダム）
- Sweet Lilies（2019年4月26日、キングダム） - 共演：滝沢いおり
- 煌めきの時（2019年7月26日、キングダム）
- Broadway（2019年9月27日、キングダム）
- Girls Love（2019年11月29日、キングダム） - 共演：滝沢いおり
- ニューヨークの恋人（2019年12月6日、キングダム）
- IMMORAL（2020年2月28日、キングダム）
- BEAUTY PAIR（2020年7月24日、キングダム） - 共演：滝沢いおり
- 情熱バルセロナ（2020年8月14日、キングダム）
- 灼熱の恋（2020年10月23日、キングダム）
- ふたりの花園（2020年12月25日、キングダム） - 共演：滝沢いおり
- 慕情（2021年2月26日、キングダム）
- My Destiny（2021年4月30日、キングダム）
- DEEP KISS（2021年6月30日、キングダム） - 共演：滝沢いおり
- Utopia（2021年7月30日、キングダム）
- リミックス ～ファーストエディション編～（2021年8月27日、キングダム）
- 乱れ恋（2021年9月30日、キングダム）
- リミックス ～バリ島編～（2021年10月22日、キングダム）
- Bondage（2021年11月30日、キングダム）
- リミックス ～フランス編～（2021年12月10日、キングダム）
- Snow Crystal（2022年1月28日、キングダム）
- ヴィーナス遊戯（2022年2月25日、キングダム） - 共演：滝沢いおり
- 愛の奴隷（2022年3月31日、キングダム）
- リミックス ～フランス・スイートルーム編～（2022年4月29日、キングダム）
- with you…（2022年5月20日、キングダム）
- リミックス  ～ドバイ編～（2022年6月30日、キングダム）
- more sexy（2022年7月22日、キングダム）
- リミックス ～ドバイ編 Ⅱ～（2022年8月26日、キングダム）
- Happiness（2022年9月16日、キングダム）
- リミックス ～ラスベガス編～（2022年10月28日、キングダム）
- アバンチュール（2022年11月25日、キングダム）
- リミックス ～ラグジュアリーホテル編～（2022年12月30日、キングダム） - 共演：滝沢いおり
- 咲き乱れ（2023年1月13日、キングダム）
- リミックス ～ラスベガス編 Ⅱ～（2023年2月24日、キングダム）
- 激潮（2023年3月10日、キングダム）
- リミックス ～モルディブ編～（2023年4月21日、キングダム）
- 浪漫ポルノ（2023年5月5日、キングダム）
- リミックス ～ローマ編～（2023年6月30日、キングダム）
- 最盛期（2023年7月7日、キングダム）
- リミックス ～ローマ編 Ⅱ～（2023年9月1日、キングダム）
- 黒魔術（2023年12月22日、キングダム）
- 蜜月物語（2024年3月22日、キングダム）
- LOVE DOLCE（2024年4月26日、キングダム）- 共演：尾崎ヒカル
- Makaha Valley（2024年5月10日、キングダム）
- ISTANBUL（2024年6月28日、キングダム）- 共演：尾崎ヒカル
- ボスポラス海峡（2024年7月19日、キングダム）
- 貴方が欲しい（2024年9月13日、キングダム）
- LOVE＆PEACE（2024年10月25日、キングダム）- 共演：尾崎ヒカル
- Burning Love（2024年11月8日、キングダム）
- 色恋漫遊記（2025年1月17日、キングダム）
- 女神の雫（2025年3月14日、キングダム）

### 写真集
- ASUKA（2015年12月25日、彩文館出版、撮影：野川イサム）ISBN 978-4775605738
- 聖域（2018年4月21日、光文社、撮影：西田幸樹）ISBN 978-4334902308
- 一期一会（2020年9月18日、講談社、撮影：松田忠雄）ISBN 978-4065211663
- 天女のしずく（2021年7月30日、小学館、撮影：小林修士）ISBN 978-4096823668

### 連載
- セクシー番長小田飛鳥!!（2017年4月7日 - 、東京スポーツ）